# Mégantic—L'Érable—Lotbinière
Circonscription électorale fédérale du Canada
Mégantic—L'Érable—Lotbinière est une circonscription électorale fédérale canadienne située au Québec. La circonscription, établie en 2003 et couvrant les régions québécoises du Centre-du-Québec, de Chaudière-Appalaches et de l'Estrie, est représentée à la Chambre des communes par Luc Berthold (Parti conservateur du Canada) depuis les élections fédérales de 2015.

## Géographie
Elle comprend les MRC des Appalaches, de L'Érable et du Granit ainsi qu'une partie de la MRC de Lotbinière constituée des municipalités de Dosquet, Leclercville, Lotbinière, Saint-Flavien, Saint-Janvier-de-Joly, Sainte-Agathe-de-Lotbinière, Sainte-Croix, Val-Alain ; des municipalités de paroisse de Notre-Dame-du-Sacré-Cœur-d'Issoudun et de Saint-Édouard-de-Lotbinière ; de la municipalité de village de Laurier-Station.
Elle comprend notamment les villes de Thetford Mines, de Plessisville et de Lac-Mégantic ainsi que les municipalités de Disraeli, Princeville et Saint-Ferdinand.
Les circonscriptions limitrophes sont Compton—Stanstead, Richmond—Arthabaska, Bécancour—Nicolet—Saurel—Alnôbak, Portneuf—Jacques-Cartier, Lévis—Lotbinière et Beauce.

## Historique
La circonscription de Mégantic—L'Érable est créée en 2003 avec des parties de Frontenac—Mégantic et Lotbinière—L'Érable. Lors du redécoupage électoral de 2013, la circonscription s'agrandit des municipalités de Saint-Robert-Bellarmin et de Saint-Ludger qui étaient dans la circonscription de Beauce.

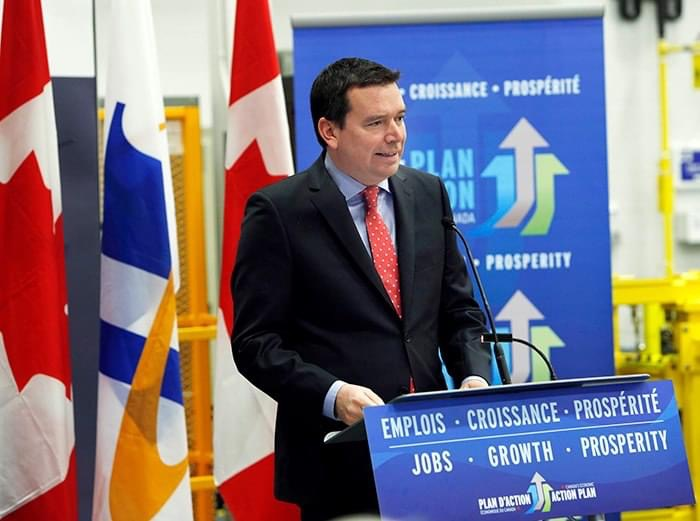
Christian Paradis

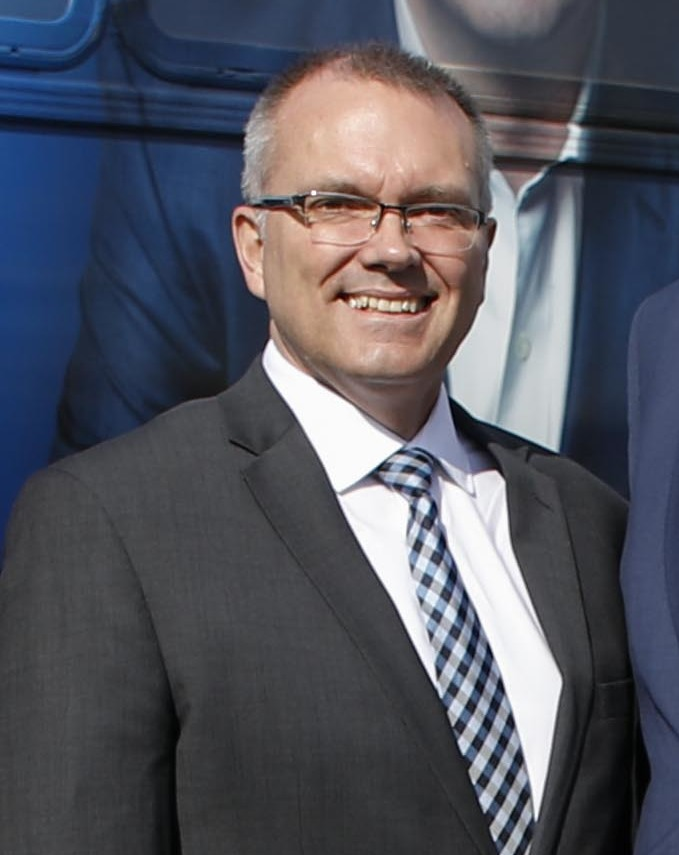
Luc Berthold, député actuel

Lors du redécoupage électoral de 2022-2023, on lui ajoute la partie ouest de la MRC de Lotbinière. On ajoute « Lotbinière » au nom de la circonscription.

## Députés
| Législature                                                          | Années        | Député            | Parti | Parti          |
| -------------------------------------------------------------------- | ------------- | ----------------- | ----- | -------------- |
| Mégantic—L'Érable issue de Frontenac—Mégantic et Lotbinière—L'Érable |               |                   |       |                |
| 38e                                                                  | 2004–2006     | Marc Boulianne    |       | Bloc québécois |
| 39e                                                                  | 2006–2008     | Christian Paradis |       | Conservateur   |
| 40e                                                                  | 2008–2011     | Christian Paradis |       | Conservateur   |
| 41e                                                                  | 2011–2015     | Christian Paradis |       | Conservateur   |
| 42e                                                                  | 2015–2019     | Luc Berthold      |       | Conservateur   |
| 43e                                                                  | 2019–2021     | Luc Berthold      |       | Conservateur   |
| 44e                                                                  | 2021–2025     | Luc Berthold      |       | Conservateur   |
| Mégantic—L'Érable—Lotbinière                                         |               |                   |       |                |
| 45e                                                                  | 2025–en cours | Luc Berthold      |       | Conservateur   |

## Résultats électoraux
|       | Candidat              | Parti          | # de voix | % des voix |
|       | Luc Berthold          | Conservateur   | +16 749,  | 35,42 %    |
|       | Virginie Provost      | Bloc québécois | +05 838,  | 12,35 %    |
|       | David Berthiaume      | Libéral        | +13 308,  | 28,14 %    |
|       | Jean-François Delisle | NPD            | +10 386,  | 21,96 %    |
|       | Justin Gervais        | Vert           | +01 006,  | 2,13 %     |
| Total | Total                 | Total          | 47 287    | 100 %      |

|       | Candidat                    | Parti             | # de voix | % des voix |
|       | (sortant) Christian Paradis | Conservateur      | +21 931,  | 49,14 %    |
|       | Pierre Turcotte             | Bloc québécois    | +07 481,  | 16,76 %    |
|       | René Roy                    | Libéral           | +02 601,  | 5,83 %     |
|       | Cheryl Voisine              | NPD               | +11 716,  | 26,25 %    |
|       | Wyatt Tessari               | Vert              | +00655,   | 1,47 %     |
|       | Alain Bergeron              | Action canadienne | +00250,   | 0,56 %     |
| Total | Total                       | Total             | 44 634    | 100 %      |

|       | Candidat                    | Parti          | # de voix | % des voix |
|       | (sortant) Christian Paradis | Conservateur   | +20 697,  | 46,7 %     |
|       | Pierre Turcotte             | Bloc québécois | +12 283,  | 27,72 %    |
|       | Nicole Champagne            | Libéral        | +06 185,  | 13,96 %    |
|       | Bruno Vézina                | NPD            | +04 191,  | 9,46 %     |
|       | Jean-R. Guernon             | Vert           | +00959,   | 2,16 %     |
| Total | Total                       | Total          | 44 315    | 100 %      |

| Parti | Parti          | Candidat            | Votes  | %       |
| ----- | -------------- | ------------------- | ------ | ------- |
|       | Conservateur   | Christian Paradis   | 23 550 | 49,84 % |
|       | Bloc québécois | Marc Boulianne      | 15 410 | 32,61 % |
|       | Libéral        | Yvan Corriveau      | 4 912  | 10,39 % |
|       | NPD            | Isabelle Tremblay   | 1 836  | 3,88 %  |
|       | Vert           | Jean-François Hamel | 1 534  | 3,24 %  |
| Total | Total          | Total               | 47 242 | 100     |

| Parti | Parti          | Candidat       | Votes  | %       |
| ----- | -------------- | -------------- | ------ | ------- |
|       | Bloc québécois | Marc Boulianne | 19 264 | 44,74 % |
|       | Libéral        | Gérard Binet   | 15 778 | 36,64 % |
|       | Conservateur   | Yves Mailly    | 4 916  | 11,41 % |
|       | NPD            | Alexandre Côté | 1 608  | 3,73 %  |
|       | Vert           | Bruno Vézina   | 1 489  | 3,45 %  |
| Total | Total          | Total          | 43 923 | 100     |